# Église Saint-Félix de Codalet
Pour les articles homonymes, voir église Saint-Félix.
L'église Saint-Félix de Codalet est une église en partie romane située à Codalet, dans le département français des Pyrénées-Orientales.

## Historique
L'histoire de l'édifice es très liée à celle de l'abbaye Saint-Michel de Cuxa toute proche.
La première mention de l'église Saint-Félix remonte à 865. Il ne reste aucun vestige visible de cette église. Selon certains auteurs, le village de Codalet se situait à l'origine sur la rive droite du Lliterà, avant son transfert en 1142 à l'emplacement actuel. Le bâtiment visible aujourd'hui remonterait donc au XIIe siècle.
La construction romane a été très remaniée au fil des siècles. La voûte actuelle daterait du XIVe siècle, et deux chapelles latérales sont ajoutées à la nef à l'époque médiévale. Deux nouvelles chapelles sont rajoutées par la suite.
Des modifications plus radicales sont ensuite apportées. Au début du XVIIe siècle, l'orientation de l'église est inversée : l'entrée se fait désormais à l'est, à l'emplacement du chevet roman. La sacrisitie est construite au XVIIIe siècle sur le flanc sud, tandis que la nef est rallongée à l'est au XIXe siècle.

## Description
Peu d'éléments subsistent de l'édifice roman : n'en témoignent plus principalement que la partie ouest de la nef, ainsi que quelques éléments architecturaux du mur méridional (fenêtre et ancienne entrée).
L'édifice actuel présente un plan rectangulaire à nef unique et chevet plat, auquel on accède par l'est. La nef est encadrée par quatre chapelles latérales (deux de chaque côté).